# Lago Pehoé

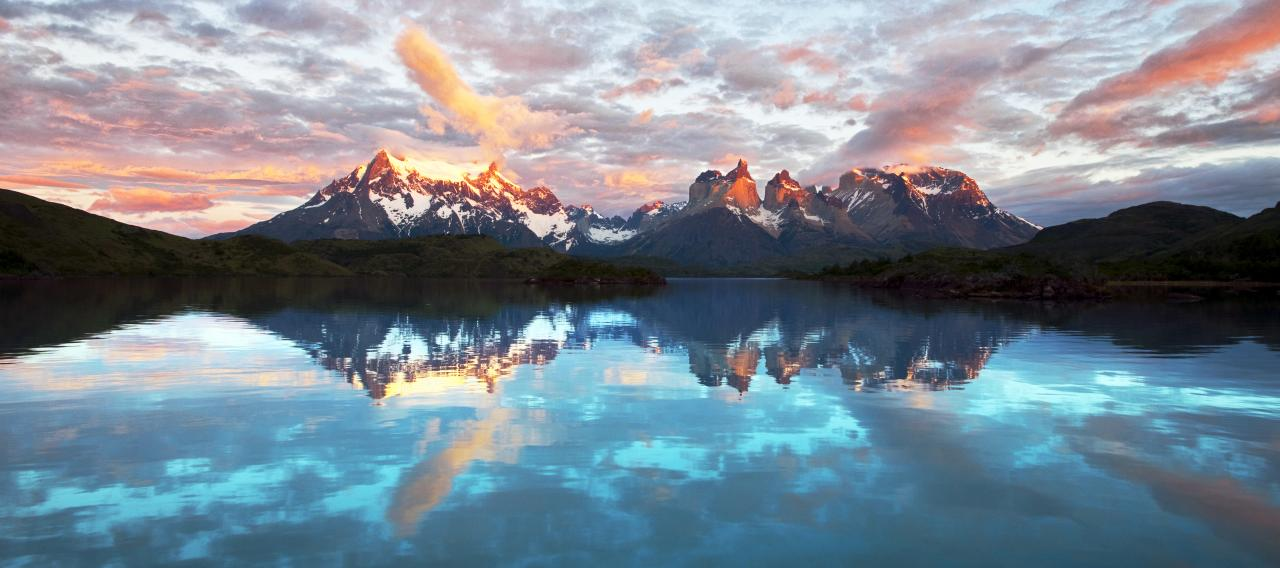
O nascer do sol no Lago Pehoé é um espetáculo de cores e luzes que refletem nas águas cristalinas e nos picos nevados dos Cuernos del Paine.

Pehoé (pronúncia espanhola: [peoˈe]) é um lago localizado no Parque Nacional Torres del Paine, na região de Magalhães, no sul do Chile. O lago é alimentado principalmente pelo rio Paine, que vem do lago Nordenskjöld, mas também recebe as águas do lago Skottsberg. Tem uma área de vinte e dois quilômetros quadrados e uma temperatura média de 9°C. O lago oferece uma vista dos Cuernos del Paine, as formações rochosas que são o símbolo do parque. O lago também tem uma ilha chamada Isla Centinela, onde há um cemitério dos pioneiros da região.